# Manoir de Vaujours
Le manoir de Vaujours est une demeure de la fin du XVe siècle, profondément remaniée au XVIe siècle, qui se dresse sur le territoire de l'ancienne commune française de Rémalard, dans le département de l'Orne, en région Normandie. L'édifice est partiellement inscrit au titre des monuments historiques.

## Localisation
Le manoir est situé au bord du ruisseau du Pontillon, à 3 km au nord du bourg de Rémalard aujoud'hui Rémalard en Perche, dans le département français de l'Orne.

## Historique
Le manoir de Vaujours est une construction de la fin du XVe siècle, avec des logis reconstruits ou profondément remaniés au XVIe siècle.

## Description
Le manoir se présente sous la forme d'un corps de logis de plan rectangulaire en équerre, flanqué à l'un des angles d'une tour circulaire enchemisée dans une enceinte carrée, elle-même flanquée aux angles de tours circulaires dont une a disparu, et le tout entouré de douves.
La façade principale est ornée d'éléments décoratifs inspirés de la Renaissance française.

## Protection
Le bâtiment principal et le colombier sont inscrits au titre des monuments historiques par arrêté du 29 novembre 1948.